# Stavanger Domkirke

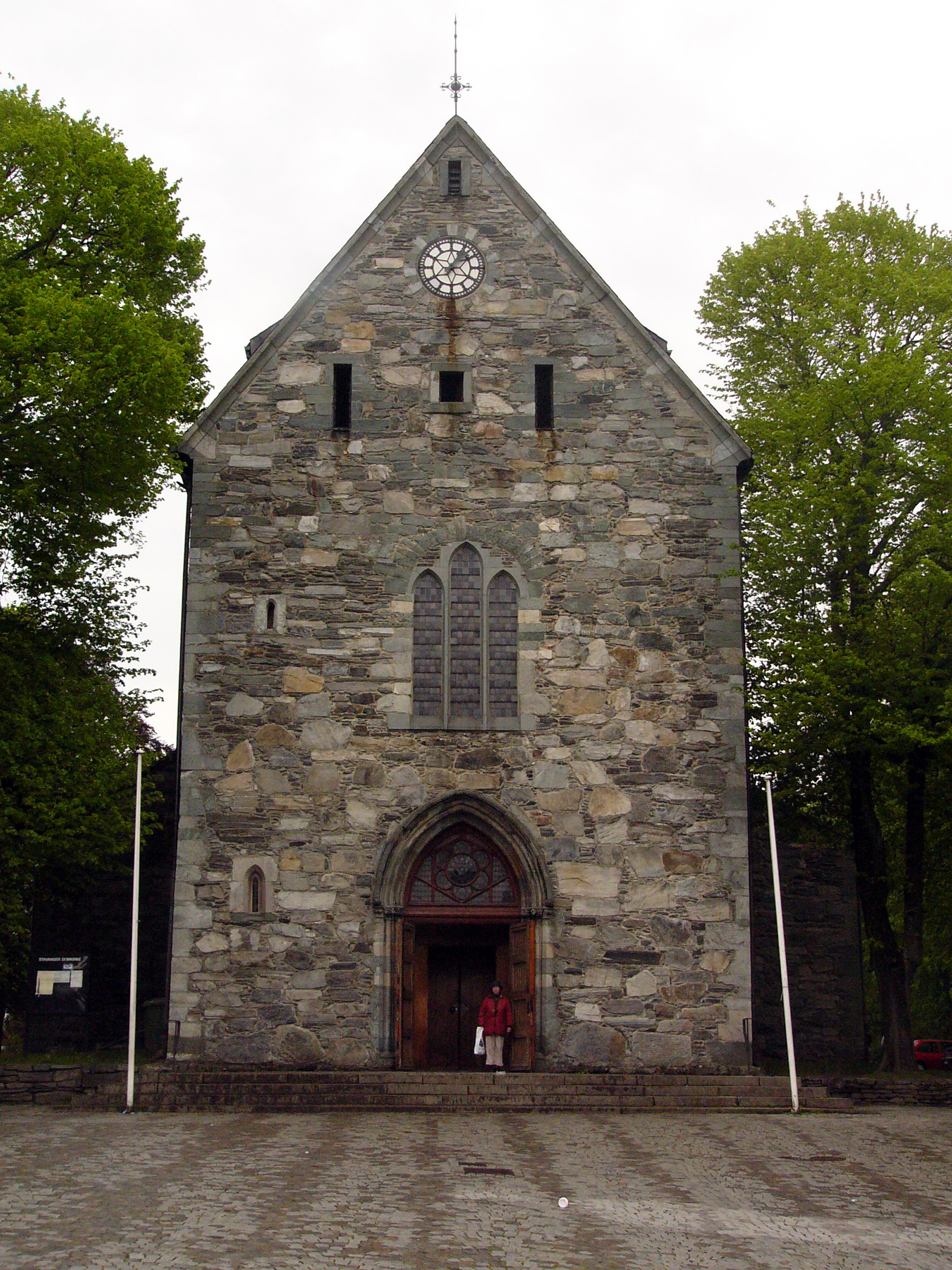
Westfassade mit Portalvorhalle

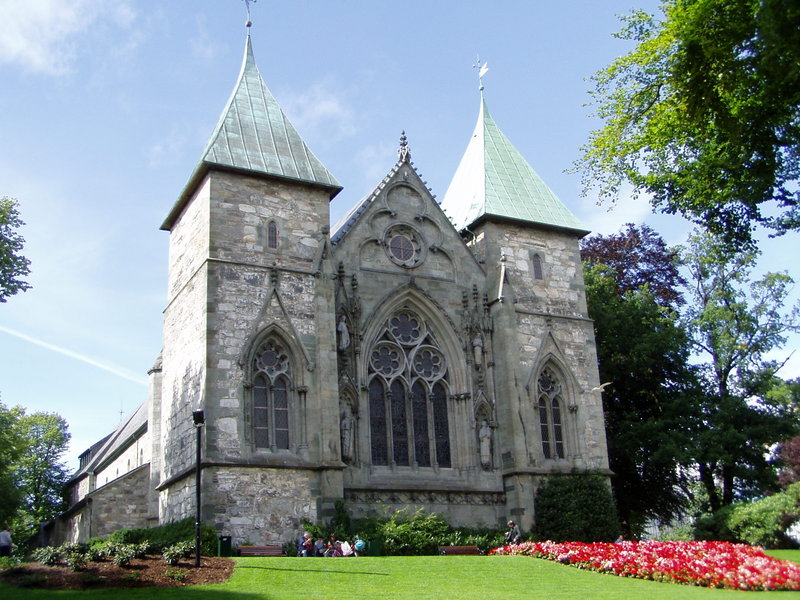
Chor

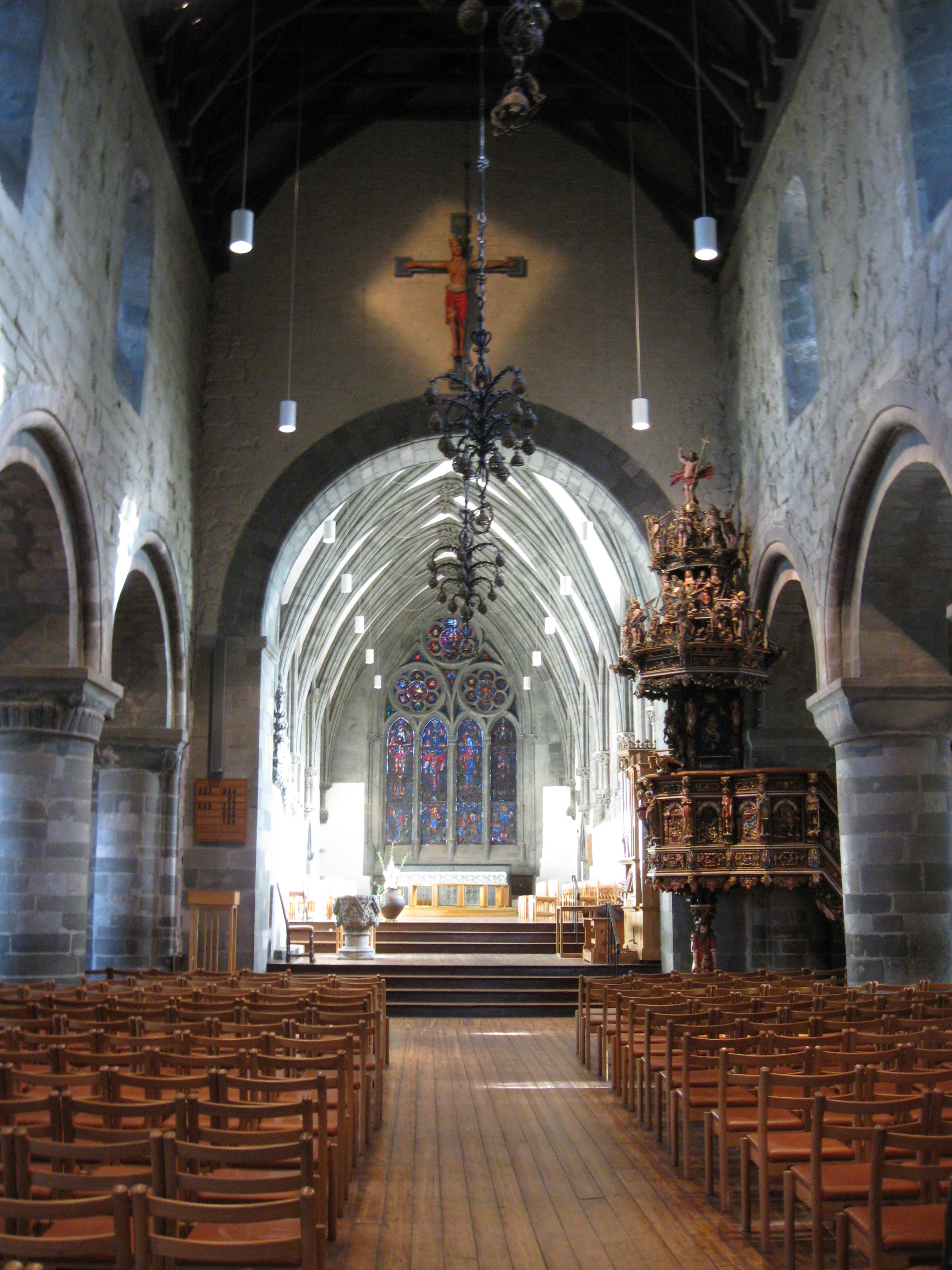
Innenraum

Der Dom zu Stavanger (norwegisch Stavanger domkirke) ist die älteste Bischofskirche Norwegens. Sie steht im Stadtzentrum von Stavanger und ist Sitz des evangelisch-lutherischen Bistums Stavanger. Sie ist St. Svithun geweiht.

## Geschichte
Bischof Reinald, der wahrscheinlich aus dem englischen Winchester stammte, legte 1100 den Grundstein der Kathedrale, die um 1150 vollendet wurde. Damit ist sie das älteste Kathedralgebäude Norwegens. Sie ist seit dem 13. Jahrhundert praktisch unverändert. Der Herkunft des Bischofs ist es auch zu verdanken, dass die Kirche im anglo-normannischen Stil entstand. Bischof Reinald wurde jedoch 1135 in Bergen gehängt.
Mit der Gründung des Bistums, das sich vom Bistum Bergen trennte, erhielt die Stadt Stavanger 1125 die Stadtrechte verliehen. Sie wurde 1272 von einem Feuer heimgesucht, das auch den romanischen Dom beschädigte. Er wurde vergrößert und teilweise im gotischen Stil wieder aufgebaut. Als Baumaterial dienten Speckstein und grüner Schiefer. Südlich der Kathedrale entstand der Bischofshof Kongsgård.
Bis zur Reformation gehörten 36 Reliquien zum Kirchenschatz. 1682 wurde der Bischofssitz nach Kristiansand verlegt und erst 1925 durch König Haakon VII. wiedererrichtet.
Ein Sturm zerstörte Mitte des 19. Jahrhunderts Teile des Daches, das dann neu aufgesetzt wurde. In den 1860er Jahren wurde die Kirche restauriert und umgestaltet, wobei sie ihren mittelalterlichen Charakter verlor. Bei einer erneuten Restaurierung 1939–1964 wurden Teile dieser Umbauten rückgängig gemacht. Weitere Restaurierungen erfolgten 1554–56, 1743, 1866–74 und 1999.
Während der Restauration 1866 wurde auf dem Dachboden ein klösterliches Messgewand gefunden. Es wird von einem Bild geziert, das wohl den Heiligen Svithun zeigt.

## Architektur und Ausstattung
Während das Mittelschiff noch romanisch ist, wurden nach dem ersten Brand Chor, Portale und Vorhalle gotisch errichtet. Unter der Vorhalle wurden bei Grabungen die Fundamente eines großen zentralen Turms gefunden. Seine Funktion ist nicht gänzlich geklärt. Wahrscheinlich wurde er früher als das Mittelschiff gebaut und könnte als Wachtturm gedient haben. Nach dem ersten Brand wurde er abgerissen und durch die heutige Portalvorhalle ersetzt. Anfang der 1920er Jahre wurde diskutiert den Turm wieder aufzubauen, doch dieses Projekt wurde bald wieder verworfen. In der Vorhalle befinden sich einige Grabmäler und Epitaphe, unter anderem auch für den zweiten Bischof Botolf Asbjørnson. Über dem Eingang befindet sich ein Glockenspiel. Seit 1925 hängt es dort und bestand zunächst aus 22 Glocken. Mit der Erweiterung 1997 um 27 Glöckchen besteht es heute aus 49 Glocken.
Während der letzten großen Restaurierung wurde 1962 eine Statue des heiligen Svithun von Stinius Frederiksen an der Ostseite des Chores aufgestellt. Das Langhaus ist basilikaartig aufgebaut. Das erhöhte Mittelschiff wird durch massive romanische Säulen von den niedrigeren Seitenschiffen getrennt. Die Ausmaße des Mittelschiffes betragen 25,8 × 18 Meter. Auf jeder Seite sind die Säulen über sechs Bögen miteinander verbunden.
Die Kanzel von 1658 wurde erst kurz vor der Verlegung des Bischofssitzes nach Kristiansand von Andrew Smith in der Kirche eingebaut. Sie ersetzte eine Kanzel von Nils Olavson. Das gotische Taufbecken stammt aus der Zeit zwischen 1250 und 1300. Emanuel Vigeland entwarf die Kronleuchter. Die Glasmalereien sind jünger und wurden erst während der letzten Restaurierung 1957 von Viktor Sparre geschaffen. In den Seitenschiffen befinden sich weitere Grabmäler und Epitaphe, teils farbig verziert.
Auf einer Galerie zwischen Langhaus und Chor befand sich ab 1622 eine Orgel. In den 1860er Jahren wurde die Galerie abgerissen. Am Eingang zur Sakristei befinden sich zwei Statuen von König Magnus Lagabøte und König Erik Magnusson. Beide hatten ursprünglich einen Bart, dieser wurde jedoch während der Restaurierung der 1860er entfernt. Weiterhin befinden sich im Chor eine dänische Bibel von Anders Lauritsen Smith, das Porträt des Superintendenten Jørgen Erikson, ein Pokal und eine Scheibe von Laurits Clausen (1608) und das Glasfenster an der Ostwand von Victor Sparre (1957). Der Chor wird außen von zwei Türmen begrenzt.
In der Krypta wurden etwa 1000 Skelette gefunden, was darauf hinweist, dass an dieser Stelle vor dem heutigen Dom bereits eine andere Kirche stand. Die Krypta besitzt einen eigenen externen Eingang. Sie diente auch als Grablege. Der Leichengeruch wurde aber so stark, dass weitere Bestattungen in der Krypta 1805 verboten wurden. Bei der Restaurierung ab 1866 wurden etwa 100 Särge aus der Krypta entfernt.

## Orgel
Die Orgel wurde 1991 von den Orgelbauern Gebr. Reil erbaut, unter Wiederverwendung von Pfeifenmaterial der Orgel von 1941, die von dem dänischen Orgelbauer T.H. Frobenius (Lyngby) mit 60 Registern erbaut worden war. Das Instrument hat heute 51 Register auf drei Manualen und Pedal.
| I Hauptwerk C–g3 |                |        |
| 1.               | Principal      | 16′    |
| 2.               | Octav          | 8′     |
| 3.               | Baarpijp       | 8′     |
| 4.               | Rohrquint      | 6′     |
| 5.               | Octav          | 4′     |
| 6.               | Spitzflöte     | 4′     |
| 7.               | Grand Tierce   | 3 1⁄3′ |
| 8.               | Quint          | 3′     |
| 9.               | Octav          | 2′     |
| 10.              | Mixtur VI–VIII | 2′     |
| 11.              | Cymbel III     |        |
| 12.              | Trompet        | 16′    |
| 13.              | Trompet        | 8′     |
| 14.              | Vox humana     | 8′     |

| II Rückpositiv C–g3 |                |     |
| 15.                 | Principal      | 8′  |
| 16.                 | Cornet V       |     |
| 17.                 | Gedeckt        | 8′  |
| 18.                 | Quintadena     | 8′  |
| 19.                 | Octav          | 4′  |
| 20.                 | Rohrflöte      | 4′  |
| 21.                 | Nasard         | 3′  |
| 22.                 | Octav          | 2′  |
| 23.                 | Waldflöte      | 2′  |
| 24.                 | Tierce IV      | 5′  |
| 25.                 | Sesquialter II |     |
| 26.                 | Mixtur V–VII   |     |
| 27.                 | Fagot          | 16′ |
| 28.                 | Trompete       | 8′  |
| 29.                 | Dulciaan       | 8′  |

| III Schwellwerk C–g3 |                |    |
| 30.                  | Principal      | 8′ |
| 31.                  | Viola de gamba | 8′ |
| 32.                  | Gedeckt Fluit  | 8′ |
| 33.                  | Flute Travers  | 8′ |
| 34.                  | Unda Maris     | 8′ |
| 35.                  | Oclav          | 4′ |
| 36.                  | Open Fluit     | 4′ |
| 37.                  | Nachthorn      | 2′ |
| 38.                  | Flageolet      |    |
| 39.                  | Trompet        | 8′ |
| 40.                  | Oboe           | 8′ |
| 41.                  | Cornet IV      |    |
|                      | Tremulant      |    |

| Pedalwerk C–f1 |           |     |
| 42.            | Praestant | 16′ |
| 43.            | Subbass   | 16′ |
| 44.            | Octav     | 8′  |
| 45.            | Gedeckt   | 8′  |
| 46.            | Octav     | 4′  |
| 47.            | Mixtur VI | 4′  |
| 48.            | Bazuin    | 16′ |
| 49.            | Dulcian   | 16′ |
| 50.            | Trompet   | 8′  |
| 51.            | Cink      | 2′  |

- Koppeln: II/I, III/I, III/II, I/P, II/P, III/P

## Sage
Einer Sage nach erschien dem Vogt und Justizrat Christopher Garmann, während seiner dritten Hochzeit am 9. Februar 1779 vor dem Altar der Domkirche stehend, der Geist seiner verstorbenen Frau Cecilia, der er geschworen haben soll, nicht erneut zu heiraten. Garmann verstarb neun Tage später.